# Biskopsbord
Biskopsbord var en administrativ term för förmögenheter eller i första hand jord anslagen till en biskops underhåll.
De svenska biskopsborden skapades vid mitten 1200-talet och upplöstes 1527 i samband Västerås recess då huvuddelen av biskoparnas jord drog in till kronan.